# 岡野眞治
岡野 眞治（おかの まさはる、1926年10月18日 - 2019年1月3日）は、日本の科学者。理学博士。

## 人物
1926年、神奈川県鎌倉市出身で、鎌倉市に在住していた。
1945年に入学した電波科学専門学校（後の東海大学）は、日本の現代物理学の父と呼ばれる仁科芳雄が校長を務めており、卒業後は仁科が率いていた科学研究所（現理化学研究所）に入所する。
日本における放射線研究の第一人者であり、科学技術庁長官賞を2度にわたって受賞。
理化学研究所在籍時代には1954年には水素爆弾実験で第5福竜丸が被爆したビキニ事件では日本政府による調査団の一員としてビキニ環礁へ赴いたり、チェルノブイリ原子力発電所事故が発生したウクライナ・プリピャチ周辺、東京電力福島第一原発事故が発生した福島県各地等、あらゆる場所で放射線状況を詳しく調査・測定している。
理化学研究所を退職した後には海洋科学技術センター（現在の海洋研究開発機構）にて、有人潜水調査船「しんかい2000」を用いて深海の放射線測定、気球を用いて3万メートルの高度に於ける宇宙線観測を行うなど、常に放射線測定・研究に従事している。
2011年の東京電力福島第一原子力発電所事故では木村真三らによる放射線量の計測に協力。テレビ番組『ネットワークでつくる放射能汚染地図』では、鎌倉市の自宅に於いて、（原発事故以前より日課として）24時間365日シンチレーションスペクトロメーターを稼働させ、環境放射線状況を常にモニタリングしている様子が映し出された。
2019年1月3日、92歳で逝去。

## 経歴
- 1945年 電波科学専門学校（現東海大学）に入学。
- 1948年 科学研究所（現理化学研究所）に入所。
- 1954年 政府派遣の調査船に乗り込み、マーシャル諸島ビキニ環礁での水爆実験による影響を調査する。
- 1978年 科学技術庁長官賞を受賞。
- 1985年 2度目の科学技術庁長官賞を受賞。
- 1990年 チェルノブイリに赴き、放射線の測定をする。
- 2012年 第46回吉川英治文化賞を受賞。

## 著書
- 『放射線とのつきあい 老科学者からのメッセージ』かまくら春秋社、2011年

## 脚註
1. ↑  『現代物故者事典 2021〜2023』日外アソシエーツ、2024年、p.800。
2. 1 2  岡野真治さん死去　放射線測定　第一人者 東京新聞 2019年2月14日
3. 1 2  『現場こそサイエンスの教科書』 東京新聞・特報面 2011年10月16日付
4. ↑  河田燕“岡野眞治先生の思い出”. 2021年4月9日閲覧。